# 自己肯定感
自己肯定感（じここうていかん）とは、自らの在り方を積極的に評価できる感情、自らの価値や存在意義を肯定できる感情などを意味する言葉である。しかし、後述のように定まった定義はなく、他の類似概念との弁別も充分とは言えない。

## 定義
自己肯定感という言葉は、研究者などによって数多くの定義が提唱されてきた。
| 研究者                           | 定義 |
| -------------------------------- | --- |
| 高垣忠一郎                       | 「他人と共にありながら自分は自分であって大丈夫だ」という、他者に対する信頼と自分に対する信頼                                                      |
| 樋口善之・松浦賢長               | 現在の自分を自分であると認める感覚。 (下位概念：諦観・帰属・独立の3つの概念により構成されると仮定) ※諦観ー受容/帰属ー所属意識/独立ー自立          |
| 樋口善之・松浦賢長               | 現在の自分を自分であると認める感覚。 (下位概念：自律・自信・信頼・過去)                                                                           |
| 田中道弘                         | 自己に対して肯定的で、好ましく思うような態度や感情。 自己に対して前向きで、好ましく思うような態度や感情                                           |
| 多田怜子・蛎崎奈津子・石井トク   | 「自分自身のことが好き(自己受容)」、「自分自身を大切にしている(自己尊重)」、「生まれてきてよかった(自分の命に対する受容)」を合わせたもの。        |
| 久芳美惠子・齊藤真沙美・小林正幸 | 自分自身のあり方を概して肯定する気持ち。 (理想自己と現実自己のずれをうまく調節しながら、ありのままの自己を受け入れるという自己受容性とは区別する) |
| 東京都教育委員会                 | 自己に対する評価を行う際に、自分のよさを肯定的に認める感情。                                                                                      |
| 明橋大二                         | 自己肯定感とは「自分は大切な人間だ」、「自分は生きている価値がある」、「自分は必要な人間だ」という気持ち。                                        |
| 諸富祥彦                         | 自己肯定感と他概念との関連性について図式化。 |
| 東京都教職員研修センター         | 心理学用語のself-esteem（セルフエスティーム）を訳した言葉。                                                                                       |
| 江角周子・庄司一子               | 自己の価値基準を基にした、よいもダメも含め自分は自分であって大丈夫という感覚。                                                                    |
| 菅原隆志                         | 自己（自分自身）を肯定的に解釈して生まれる肯定的な感情のことで、積極的に肯定して生まれる感情。                                                    |
| 三浦修平                         | 被受容感と自尊感情からなる。 |

自己肯定感については心理学の領域で継続的に高い注目を浴びている概念であるが、その定義や類似の他概念との弁別性などについて、検討の必要性が残っている。
自尊心（英語: self-esteem）、自己存在感、自己効力感（英語: self-efficacy）、自尊感情などと類似概念であり同じ様な意味で用いられる場合がある。現在、これらの言葉は多義的に用いられることが少なくなく、結果としてあらゆる肯定的な心理的要素を表現する包括的名称（umbrella term）となっているという指摘がある。
自己肯定感の訳語としては、self-positivity、self-affirmationなどを当てはめる試みがなされてきた。ただし、社会心理学者のスティールが提唱した自己肯定化理論において定義されたself-affirmationは、「自己の全体的一般的な完全さ（適応的、道徳的適切さ）を確認、肯定すること」であり、自己肯定感とは異なる概念であることから、注意が必要である。

## 歴史
「自己肯定感」という言葉は1994年に高垣忠一郎によって提唱された。高垣は自身の子どもを対象にしたカウンセリングの体験から、当時、没個性化（不登校・無気力・自殺などの根底にある、自己・個・人格・生きる意欲の喪失化）が生じていた子どもの状態を説明する用語として「自己肯定感」を用いている。
その後、日本の子どもの自己評価がアメリカ合衆国、中華人民共和国、大韓民国の子どもの自己評価に比べて有意に低いことが日本青少年研究所の調査報告などで指摘されるようになり、日本の教育現場において「自己肯定感」が注目されるようになった。なお日本人の自己肯定感は子どもにとどまらず、若者をはじめ成人でも低いことが明らかになっている。また、1990年以降の文化心理学の影響により、日本の文化的背景に即した概念を模索し、検討する試みがなされるようになり、その結果として自己肯定感という用語が使用されるようになった。
自己肯定感が提唱されてから年月が経ち人々に広まり多様な解釈がなされるようになった。「自己効力感」「自己有用感」「自己効用感」などが「自己肯定感」として語られる事があるが、このような語られ方をするだけでは不十分だと考える、と高垣は述べている。
教育再生実行会議による第十次提言では、「自己肯定感を高め、自らの手で未来を切り拓く子供を育む教育の実現に向けた、学校、家庭、地域の教育力の向上」が掲げられている。

## 自己肯定感に関する批判
上記の通り､自己肯定感と自尊心は同じ様な意味合いで用いられることがあるため､自己肯定感を論じる際には自尊心に関する批判や批判的研究が用いられることがある。
詳しい批判は自尊心 § 自尊心に関する批判を参照｡